# Sala terrena

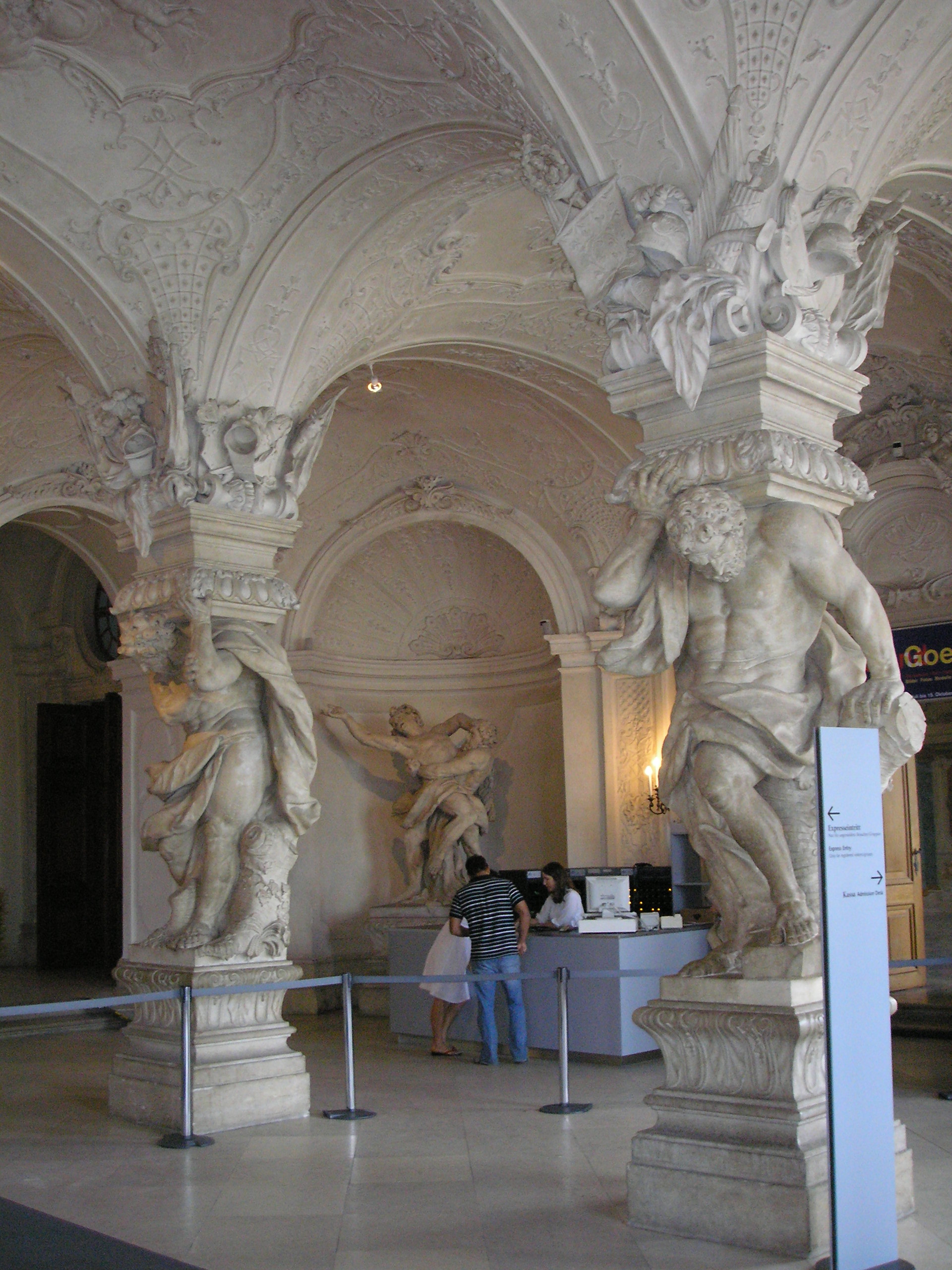
Sala terrena du Belvédère de Vienne

La sala terrena ou sala terrana (salle du rez-de-chaussée), ou Gartensaal en allemand, est une grande pièce servant d'entrée se trouvant dans l'axe principal de la façade d'un château ou d'un palais. Elle relie le jardin au vestibule et à l'escalier.
La sala terrena est typique des châteaux du XVIIIe siècle baroques ou rococo. Elle est souvent décorée en forme de grotte et ornée parfois de fontaines.

## Source
- (de) Cet article est partiellement ou en totalité issu de l’article de Wikipédia en allemand intitulé « Sala terrena » (voir la liste des auteurs).